# Maryam Farman Farmaian
Maryam Firouz ou Maryam Farman Farmaian (1914, à Kermanshah, Empire kadjar - 23 mars 2008, à Téhéran, Iran) est une fille du prince Abdol Hossein Mirza Farmanfarma et de Batoul Khanoum. Elle fonde la section féminine du parti Tudeh (communiste) d'Iran.

## Biographie
Elle reçoit une éducation libérale pour les femmes iraniennes de son temps et fréquente l'université plus tard dans la vie tout en étant exilé. Elle est linguiste et parle couramment le kurde, le persan, l'arabe, le français, le russe, l'allemand et l'anglais. Libre penseuse, elle apprécie la pensée communiste. Plus tard dans sa vie, elle déclare que la raison pour laquelle elle avait choisi de devenir membre du parti Tudeh était que lorsqu'elle avait décidé de s'engager activement dans le mouvement des droits des femmes, le seul parti qui était disposé à l'accepter [en tant que telle] et à lui donner un chance de faire quelque chose à cette époque. Maryam  choisit d'utiliser le nom de famille Firouz dans ses luttes politiques; le nom de son grand-père. Elle devient connue sous le nom de Maryam Firouz dans l'arène politique. Elle conserve son nom légal de Maryam Farman Farmaian avec fierté.
Elle a d'abord épousé le général Abbassgholi Esfandiary (fils de Mohtashem Saltaneh) lors d'un mariage arrangé par son père. Ils eurent deux filles, Afsaneh et Afsar. Ils divorcent à la mort de son père.
En février 1943, Maryam Firouz participe à la création de la division féminine du parti Tudeh, l'organisation démocratique des femmes iraniennes (en) qu'elle dirige, et qui deviendra membre de la Fédération démocratique internationale des femmes (WIDF) en 1946,.
En 1949, elle épouse Noureddin Kianouri (en), membre et plus tard secrétaire général du parti Tudeh d'Iran. À la suite de la tentative d'assassinat de Mohammad Reza Shah le 4 février 1949, le parti Tudeh est accusé et on impute à son mari d'avoir été l'un des cerveaux de l'opération. Maryam et son mari sont contraints à l'exil en 1956. Elle commence sa vie en exil en URSS puis vit à Berlin-Est, dans l'ancienne République démocratique allemande. Pendant ses années d'exil, elle termine ses études universitaires et a ensuite enseigne le français dans les universités de Leipzig et de Berlin.
Le couple retourne en Iran après la révolution islamique de 1979 et le départ de Mohammad Reza Pahlavi, dernier Chah d'Iran. Le parti Tudeh a été réinstitué avec Noureddin Kianouri comme secrétaire général. En 1983, le parti Tudeh est de nouveau interdit à la suite d'accusations d'espionnage au profit de l'Union soviétique Noureddin Kianouri et Farman Farmaian sont emprisonnés. Maryam Firouz passe toute son incarcération à l'isolement. Elle est le seul membre de la direction emprisonnée du parti Tudeh à ne pas avoir fait d'aveux forcés à la télévision à l'époque. Elle est libérée de prison en 1994 et placée en résidence surveillée pendant quelques années avant d'être confiée à la garde de sa fille aînée à Téhéran.
Après sa libération au milieu des années 1990, Noureddin Kianouri  écrit une lettre ouverte détaillant la torture que lui-même et sa femme ont subie en prison,. Le Dr Noureddin Kianouri meurt le 5 novembre 1999.
Maryam Farman Farmaian, alias Maryam Firouz, est décédée à Téhéran le 23 mars 2008. et est enterrée à Beheshteh Zahra[réf. nécessaire].

## Littérature
- Du sang et de l'huile : Mémoires d'un prince persan, Manucher Mirza Farman Farmaian . Maison aléatoire, New York, 1997.